# Felix und Constantia
Felix und Constantia († angebl. im 1. Jahrhundert in Nuceria Alfaterna) waren frühe christliche Märtyrer und Heilige.
Felix und Constantia werden im Martyrologium Romanum erwähnt. Ihr Martyrium soll in die Zeit Christenverfolgungen im Römischen Reich unter Kaiser Nero fallen. Gedenktag der beiden Heiligen ist der 19. September.